# Britania Primera
Britania Primera  fue una de las provincias romanas de Britania, posiblemente creada como parte de las reformas administrativas dispuestas por Constancio Cloro en Britania entre el 296 y el 312, durante la reforma administrativa del emperador Diocleciano.

## Organización
Los gobernadores de esta provincia eran praesides de rango ecuestre, aunque pocos son conocidos por su nombre. La capital de la provincia era Corinium Dobunnorum (Cirencester) o Glevum (Gloucester). Si bien sus límites exactos son desconocidos, probablemente abarcaba la parte meridional y parte de Gales, extendiéndose desde Cornubia al norte de Gales y por el este hasta la zona de Gloucester y Cirencester.

## Historia
En el siglo III, Britania había sido dividida en la meridional Britania Superior y en la septentrional y militarizada Britania Inferior. Un siglo después, la Britania Superior fue dividida en dos provincias diferentes, Britania Primera y Máxima Cesariense; éstas, junto a las provincias de Britania Secunda y Flavia Caesariensis formaban parte de la diócesis de Britania, a su vez dentro de la Prefectura del pretorio de las Galias.
La administración civil romana de Britania es en gran parte desconocida, sólo gracias a la supervivencia de la Notitia dignitatum podemos conocer algo las divisiones administrativas de la Britania romana. Este documento es la fuente principal de los cambios y modificaciones realizados en el provincia de Britania por el gobierno romano. El objetivo principal de la creación de nuevas provincias fue mejorar la relación entre Britania y el resto del continente, donde el prefecto del pretorio tenía una base principal en Augusta Treverorum. Britania Primera tenía dos legiones, la Legio II Augusta en Isca Augusta (Caerleon) y la Legio XX Valeria Victrix en Deva Victrix (Chester). De las cuatro provincias de la Diócesis de Britania, Britania Primera fue la más grande, ya sea con Cirencester o Gloucester como capital.